# Dužac Veliki
Koordinati:   43°56′31″N, 15°24′13″E
Dužac Veliki je nenaseljen otoček v Pašmanskem kanalu. Otoček s površino 0,09 km² leži okoli 1,5 km jugovzodno od naselja Pašman na istoimenskem otoku. Dolžina obale meri 1,37 km. Najvišji vrh je visok 11 mnm.